# هدر دورام
هدر دورام (به انگلیسی: Heather Doram) هنرمند، بازیگر، فعال اجتماعی و مدرس اهل آنتیگوآ و باربودا است که طراح لباس ملی آنتیگوا و باربودا بوده‌است. در سال ۲۰۰۲ نشان صلیب بزرگ برجسته‌ترین نشان شایستگی (آنتیگوا) به پاس قدردانی از دستاوردهای یک عمر فعالیتش به او اعطا شد.
دورام در کالج هنرهای تجسمی و نمایشی ادنا مانلی در کینگستون در رشتهٔ نساجی، و در کالج هنر و طراحی ساوانا در رشتهٔ طراحی لباس تحصیل کرده‌است. او از سال ۲۰۰۳ به عنوان مدیر فرهنگ برای دولت آنتیگوآ و باربودا کار کرده‌است و در این دوره در مورد برنامه‌های درسی هنر در این کشور مشاوره می‌داد. یک نقاشی دیواری از او در فرودگاه بین‌المللی و. س. برد قرار دارد.
او علاوه بر کار طراحی، در زمینهٔ بازیگری نیز فعالیت داشته  که برخی از آثار او عبارتند از: تک‌گویی‌های واژن، شیرین‌ترین انبه، و تک‌گویی زهرا ایرال.

## زندگی‌نامه
دورام در آنتیگوآ متولد شد، از یک مادر خیاط و پدری که در صنایع قند کار می‌کرد و به همین دلیل در تعدادی از مزارع نیشکر زندگی می‌کردند. او در دبیرستان دخترانهٔ آنتیگوا در سنت جانز تحصیل کرد و پس از آن برای مدرک کاردانی در آموزش به دانشگاه ایندیای غربی رفت. او برای تدریس در مدرسهٔ قبلی خود بازگشت و چند سال بعد بودجه‌ای برای تحصیل در رشتهٔ کارشناسی در نساجی در کالج هنرهای تجسمی و نمایشی ادنا مانلی در کینگستون دریافت کرد.
در سال ۱۹۹۴، دورام بورسیه‌ای دریافت کرد که به او امکان داد برای مدرک کارشناسی ارشد در کالج هنر و طراحی ساوانا (SCAD) تحصیل کند، جایی که کار او به عنوان نمایندهٔ دانشگاه در دوسالانهٔ ونیز انتخاب شد. پس از فارغ‌التحصیلی، کالج هنر و طراحی ساوانا اکثر نمونه‌کارهای او را برای مجموعهٔ دائمی خود خریداری کرد.
در بازگشت به آنتیگوا، برای وزارت آموزش کار کرد و به آنها در مورد برنامه‌های درسی هنر مشاوره داد و در سال ۲۰۰۳ به عنوان مدیر فرهنگ منصوب شد. آثار او شامل یک نقاشی دیواری در فرودگاه بین‌المللی و. س. برد و همچنین کلاژ و دیوارپوش‌های بافته‌شده‌است. او لباس‌های برندهٔ جایزهٔ کارناوال را طراحی کرد که با همسرش کانی دورام طراحی شده بود. در سال ۲۰۲۰ خواستار تجدید نظر در معیارهای داوری لباس کارناوال آنتیگوا شد تا اهمیت سبک‌های جدید ماس (لباس‌های بالماسکه) را گنجانده و اذعان کند. او در سال ۲۰۰۶ بازنشسته شد.
دورام علاوه بر کار هنری و معلمی، بازیگر نیز هست که این حرفه را از دههٔ ۱۹۹۰ آغاز کرد. او در نقش‌های سینمایی، تلویزیونی و تئاتر ایفای نقش کرده‌است که عبارتند از: تک‌گویی‌های واژن، شیرین‌ترین انبه، و تک‌گویی زهرا ایرال.

## لباس ملی
در سال ۱۹۹۲ مسابقه‌ای برای طراحی لباس ملی برای آنتیگوا و باربودا برگزار شد و دورام برندهٔ آن شد. لباسی که او طراحی کرد بر اساس آنچه زنانی که به عنوان فروشنده یا نانوا کار می‌کردند در سال ۱۸۳۴ می‌پوشیدند لباس زنانه شامل لباسی است که از «چهارخانهٔ مدرس قرمز، طلایی و سبز» ساخته شده‌است، که سپس با روسری سفیدی پوشیده شده‌است. طرح شطرنجی برای اولین بار در سال ۱۹۹۲ طراحی شد و به‌طور رسمی در سال ۱۹۹۴ پذیرفته شد. لباس مردانه شامل یک جلیقه در همان چهارخانه و همچنین یک پیراهن سفید، شلوار مشکی و کلاه حصیری است. لباس ملی از زمان پیدایش آن توسط بسیاری از طراحان بازتفسیر شده‌است و در سال ۲۰۱۲ اولین روز ملی لباس در ۲۶ اکتبر برگزار شد.

## بازخوردها
پاجت هنری با توجه به تمرکزش بر میراث آنتیگوا و باربودا در آثارش، دورام را یک هنرمند «ناسیونالیست» توصیف کرده‌است.

## جوایز
- نشان صلیب بزرگ برجسته‌ترین نشان شایستگی (۲۰۰۲)[۲۵]
- جایزهٔ زن ودادلی برای هنرهای آشپزی (۲۰۲۰)[۲۶][۲۷]